# Ben & Florentine
Ben & Florentine est une franchise canadienne de restaurants de déjeuners et dîners, servant environ 4 millions de clients chaque année. Tous les restaurants Ben & Florentine sont gérés individuellement par des franchisés. Le fondateur Benoit Legris et Florentine Veillette sont originaire de Cambodge.

## Histoire
Ben & Florentine a été fondé fin 2008 à Saint-Laurent et a ouvert son premier restaurant à Vaudreuil-Dorion le 1er juin 2009. En 2011, il y avait 16 restaurants dans la province de Québec. La franchise est membre du CFA depuis 2010.
La chaîne de restauration a commencé en servant de copieux déjeuners et brunchs,,.
En 2012, la chaîne ouvre son premier restaurant en Ontario. En 2014, la chaîne disposait de 31 restaurants. En 2015, Ben & Florentine continue son expansion en totalisant 43 unités de franchises,.
En janvier 2016, Ben & Florentine a ouvert son premier restaurant dans la province du Manitoba à Winnipeg.
En 2016, Ben & Florentine ouvre une nouvelle succursale dans la région de Fleurimont à Sherbrooke.

## Franchise
Les apports personnels (hors prêts) pour ouvrir un restaurant varient de 200 000 à 250 000 dollars canadiens. Le coût total d'un restaurant requiert entre 550 000 et 650 000 dollars canadiens en fonction des matériaux.